# Clara Ledesma
Clara Ledesma (Santiago de los Caballeros, 5 marzo 1924 – New York, 25 maggio 1999) è stata una pittrice dominicana.

## Biografia
Iniziò lo studio dell'arte sotto la guida del pittore Yoryi Morel, nell'accademia che questi aveva fondato a Santiago de los Caballeros. In seguito si iscrisse presso la Scuola nazionale di Belle Arti di Santo Domingo, diplomandosi nel 1948. Fra gli insegnanti ebbe la pittrice dominicana Celeste Woss y Gil ed il pittore tedesco George Hausdorf, mentre il suo mentore principale fu l'artista catalano Josep Gausachs. Gilberto Hernández Ortega ed Eligio Pichardo furono suoi compagni di studio.
Nel 1949 organizzò la sua prima mostra personale e nel 1951 inaugurò uno studio-galleria in cui esponeva le opere proprie insieme a quelle di altri artisti.
Grazie al guadagno ottenuto da una mostra personale di particolare successo tenuta nel 1952, Ledesma soggiornò in Europa per migliorare la propria formazione. Studiò pittura a Barcellona e Madrid ed espose in Spagna.
In Europa visitò anche i musei più importanti di Lisbona e Parigi. Fu influenzata in particolare dalle opere di Marc Chagall, Joan Miró e Paul Klee. Durante il soggiorno in Europa conobbe l'artista boliviano Walter Terrazas, che l'accompagnò nel viaggio di ritorno a Santo Domingo nel 1954 e che sarebbe diventato suo marito.
A Santo Domingo lavorò in stretto contatto con altri artisti dominicani, fra i quali gli ex compagni di scuola Gilberto Hernández Ortega e Josep Gausachs, oltre a Jaime Colson. Nel 1955 fu nominata vice direttrice della Scuola nazionale di Belle Arti.
Nel 1961 insieme a Terrazas si trasferì definitivamente a New York, dove inaugurò un'altra galleria.
Le sue opere vennero esposte ripetutamente nel corso di manifestazioni internazionali: sia in mostre personali a Madrid, Città del Messico, New York, sia in mostre collettive in Brasile, Spagna, Cuba, Haiti, Venezuela e Porto Rico.
Morì a New York nel 1993 o nel 1999.

## L'arte di Ledesma
Il suo stile spaziava tra l'Espressionismo, il Surrealismo e l'Astrattismo.
Divennero celebri il suo utilizzo di colori vivaci, le sue figure fantastiche e l'alone di magia e di misticismo emanato dai suoi dipinti e disegni. Produsse disegni e dipinti dai colori accesi, pregni di magia e misticismo, che espose in numerose mostre personali (a Madrid, Città del Messico, New York) e collettive (in Brasile, Spagna, Cuba, Haiti, Venezuela, Argentina e Porto Rico).
Nel 1955 il giornalista Horia Tanasescu definì la sua arte "a tratti ironica, spesso giocosa, ma sempre molto accurata, imbevuta di un entusiasmo per la vita in netto contrasto con la grave solennità della produzione della maggior parte degli artisti suoi connazionali".